# シィーマ
シィーマ株式会社は埼玉県朝霞市に存在したカメラメーカー、レンズメーカーである。
シマ光学株式会社として東京光学（現トプコン）の下請けでカメラやレンズを製造していたが、1981年東京光学のカメラ部門撤退に伴い自社ブランド「シムコ」（Cimko ）で販売を開始した。

## カメラ製品一覧
- シムコLS-1（1983年発売）/リンデンブラットKL-2 - KマウントのTTL‐AEコンパクト一眼レフ。東京光学が81年に試作したトプコンAM-1を引き継ぎ、小変更を加えて販売したモデル。

1984年末、シィーマ光学は中国深圳市·深圳カメラ会社(簡体字中国語:深圳照相机公司、国と地方の合弁会社)と、20万セットのSima LS-1(シムコLS-1)部品·生産ライン輸出協定を結んだ。
1986年、中国哈爾浜市·国営哈爾浜カメラ工場は深圳からLS-1導入案を決めた。
深圳·哈爾浜で組み立てた製品がCIMKO LS-1だったが、哈爾浜で製造さらた製品がSeama(簡体字表記:西玛、説明書にはCimar) DC-1とSeama DZ2-1（規格変更品）。Seama名義のカメラの標準レンズが国営華光儀器廠製50mm F2。
深圳宝安県の国営シマ光機工業会社(簡体字:国营西玛光机工业公司、前述深圳照相机公司と関係不明)はCIMACA(簡体字表記:西玛卡)EF900の名義で、哈爾浜製Seamaを販売。

## レンズ製品一覧
CIMKO MT Series
マウント固定式。Kマウント、オリンパスOM、キヤノンFD、エクサクタ、ニコンF、ミノルタMD、コンタックスRTS/ヤシカ、M42があった。
- MCシムコ24mmF2.8 - 7群8枚。最短撮影距離0.3m。アタッチメントはφ52mmねじ込み。
- MCシムコ28mmF2.8 - 7群7枚。最短撮影距離0.2m。アタッチメントはφ52mmねじ込み。
- MCシムコ35mmF2.8 - 5群6枚。最短撮影距離0.6m。アタッチメントはφ52mmねじ込み。
- MCシムコ50mmF1.7 - 5群6枚。最短撮影距離0.45m。アタッチメントはφ52mmねじ込み。
- MCシムコ135mmF2.8 - 5群6枚。最短撮影距離1.5m。アタッチメントはφ55mmねじ込み。
- MCシムコ200mmF3.3 - 6群6枚。最短撮影距離1.8m。アタッチメントはφ62mmねじ込み。
- MCシムコ28-50mmF3.5-4.5 - 9群9枚。最短撮影距離0.5m。アタッチメントはφ55mmねじ込み。
- MCシムコ28-80mmF3.5-4.5 - 13群13枚。最短撮影距離2（0.63）m。アタッチメントはφ62mmねじ込み。
- MCシムコ28-105mmF3.5-4.9 - 12群15枚。最短撮影距離2.5（0.25）m。アタッチメントはφ67mmねじ込み。
- MCシムコ35-100mmF3.5-4.3 - 11群14枚。最短撮影距離1.2（0.28）m。アタッチメントはφ55mmねじ込み。
- MCシムコ55-230mmF3.5-4.5 - 10群13枚。最短撮影距離1.7（0.33）m。アタッチメントはφ58mmねじ込み。
- MCシムコ70-210mmF3.8 - 9群12枚。最短撮影距離1.2m。アタッチメントはφ58mmねじ込み。
- MCシムコ75-200mmF4.5 - 10群13枚。最短撮影距離1m。アタッチメントはφ52mmねじ込み。
- MCシムコ75-300mmF5.6 - 9群13枚。最短撮影距離1.2（1）m。アタッチメントはφ58mmねじ込み。
- MCシムコ80-200mmF4.5 - 10群13枚。最短撮影距離1m。アタッチメントはφ52mmねじ込み。